# August Maier (Oberamtmann)
August Maier ab 1870 von Maier (* 30. Oktober 1819 in Kohlstetten; † 6. Juli 1882 in Stuttgart) war ein württembergischer Oberamtmann.

## Leben und Werk
August Maier studierte von 1841 bis 1845 Regiminalwissenschaften in Tübingen. 1845 und 1846 legte er die höheren Dienstprüfungen ab. Von 1846 bis 1848 war er Oberamtsaktuar beim Oberamt Reutlingen und von 1848 bis 1851 Hilfsarbeiter beim Innenministerium in Stuttgart. 1851 und 1852 arbeitete er als Oberamtsverweser bei den Oberämtern Reutlingen und Freudenstadt. Ab 1852 leitete er als Oberamtmann das Oberamt Oberndorf und zwischen 1858 und 1864 das Oberamt Heidenheim. Zwischen 1864 und 1872 war er Regierungsrat bei der Regierung des Neckarkreises in Ludwigsburg. 1872 wechselte er als Oberregierungsrat und Kanzleidirektor zum Innenministerium. 

## Auszeichnungen
- 1866: Ritterkreuz des Friedrichsordens
- 1870: Ritterkreuz I. Klasse des Ordens der Württembergischen Krone[1], das mit dem persönlichen Adelstitel (Nobilitierung) verbunden war
- 1882: Kommenturkreuz II. Klasse des Friedrichsordens